# Consonne affriquée alvéolaire sourde
La consonne affriquée alvéolaire sourde est un son consonantique très fréquent dans de nombreuses langues parlées. Le symbole dans l'alphabet phonétique international est [t͡s] (anciennement [ʦ], ligature représentant un t et un s liés en un seul caractère).
Selon les langues, il peut être simple [t͡s], aspiré [t͡sʰ], éjectif [t͡sʼ], etc.

## Caractéristiques
Voici les caractéristiques de la consonne affriquée alvéolaire sourde :
- Son mode d'articulation est affriquée, ce qui signifie qu’elle est produite en empêchant d'abord l'air de passer, puis le relâchant à travers une voie étroite, causant de la turbulence.
- Son point d'articulation est alvéolaire, ce qui signifie qu'elle est articulée avec soit la pointe (apical) soit la lame (laminal) de la langue contre la crête alvéolaire.
- Sa phonation est sourde, ce qui signifie qu'elle est produite sans la vibration des cordes vocales.
- C'est une consonne orale, ce qui signifie que l'air ne s’échappe que par la bouche.
- C'est une consonne centrale, ce qui signifie qu’elle est produite en laissant l'air passer au-dessus du milieu de la langue, plutôt que par les côtés.
- Son mécanisme de courant d'air est égressif pulmonaire, ce qui signifie qu'elle est articulée en poussant l'air par les poumons et à travers le chenal vocatoire, plutôt que par la glotte ou la bouche.

## Symboles de l'API
Son symbole complet dans l'alphabet phonétique international est t͡s, représentant un T minuscule dans l'alphabet latin, suivi d'un S minuscule, reliés par un tirant. Le tirant est souvent omis quand cela ne crée pas d'ambiguïté. Une alternative est de mettre le S en exposant, pour indiquer le relâchement fricatif de l'affriquée. Enfin, l'API comportait anciennement une ligature spéciale pour cette affriquée, mais elle n'est plus officielle ; elle reste cependant disponible comme caractère Unicode. 
| t͡s               | ts                            | tˢ                   | ʦ                  |
| Symbole complet. | Forme simplifiée sans tirant. | Forme avec exposant. | Ancienne ligature. |

## En français
L'ancien français possédait le son [t͡s], généralement noté c, et devenu un simple [s] à l'extrême fin du XIIe siècle. Le français standard possède le [t͡s] dans certains mots d'origine étrangère, comme tsar, plus ou moins distinct du groupe [t] (implosif) + [s] (explosif) entendu dans ôte-ça !.
De plus, le français québécois transforme le /t/ en [t͡s] lorsqu'il est suivi par une voyelle antérieure, comme poutine [pu.ˈt͡sɪn].

## Autres langues
- L'allemand possède ce son, écrit z, comme dans zehn « dix », ou tz comme dans schnitzel « escalope ». Dans les mots d'emprunt ou les noms propres, la lettre c prend aussi ce son devant les voyelles ä, e, i, ö, ü, y, comme dans Cäsar (César), Cecilie (Cécile), etc.
- Le Cachemiri possède ce son, écrit ژ (comme dans ژاس [t͡saːs], signifiant « toux»).

- Le mandarin possède ce son : aspiré, noté c dans l'écriture pinyin (ainsi, cù « vinaigre », [t͡sʰù] ; en caractères traditionnels 醋) ; simple, noté z (ainsi, zǒu « aller, marcher », [t͡sǒu̯]  ; en caractères traditionnels 走).

- L'espéranto possède ce son, écrit c (comme dans le mot ceceo, signifiant mouche tsé-tsé).
- Le hongrois possède ce son, noté c, comme dans cérna (« fil »).

- L'italien possède le [t͡s], écrit z ou zz (zz ne peut se présenter qu'entre deux voyelles), comme le phonème [d͡z]. On a [t͡s], par exemple, dans les mots zoccolo, pezzo, grazia, canzone et marzo[1].

- Le japonais écrit ce son つ tsu.

- Toutes les langues slaves possèdent ce son, qui est écrit c en alphabet latin et ц en alphabet cyrillique.

- Le roumain possède ce son, écrit ț.